# 양동초등학교 (경북)
양동초등학교는 대한민국 경상북도 경주시에 있는 공립 초등학교이다.

## 학교 연혁
- 1909년 3월 20일 양좌학교 설립 인가
- 1913년 9월 25일 양동공립보통학교 개교
- 1923년 5월 11일 신교사로 이전
- 1924년 3월 29 수업 연한 6년으로 연장 인가
- 1938년 4월 1일 양동공립심상소학교로 교명 변경
- 1938년 7월 4일 왕신간이학교 개교
- 1941년 4월 4일 양동공립국민학교로 교명 변경
- 1944년 5월 11일 왕신국민학교 분리
- 1946년 9월 15일 다산분교장 설치
- 1947년 9월 1일 유금분교장 설치
- 1948년 9월 15일 모서분교장 설치
- 1981년 3월 1일 병설유치원 1학급 설립 인가
- 1986년 3월 10일 경주교육청 지정 민속실 운영 시범학교
- 1988년 9월 25일 본관 6개 교실 신축
- 1996년 3월 1일 양동초등학교로 교명 변경
- 2005년 9월 1일 제23대 이규익 교장 부임
- 2006년 2월 17일 제92회 졸업(졸업생수 5,478명), 제25회 유치원졸업(졸업생수 373명)
- 2006년 3월 1일 초등학교 6학급(59명), 유치원 1학급(7명) 편성
- 2007년 9월 1일 제24대 조준현 교장 부임

## 갤러리

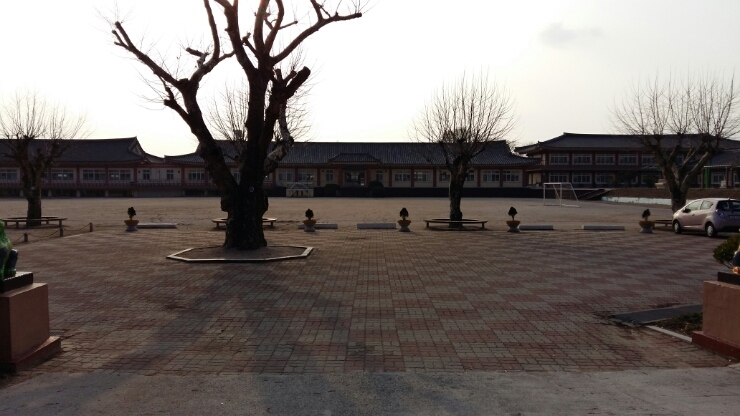

## 참고 자료
- 양동초등학교 - 한국교육학술정보원 학교알리미